# Sojoez TMA-08M
Sojoez TMA-08M (Russisch: Союз ТМА-08M) is een bemande ruimtevlucht naar het Internationaal Ruimtestation ISS. Ze werd gelanceerd op 28 maart 2013 met een Sojoez-FG draagraket vanop Baikonoer Kosmodroom met aan boord drie bemanningsleden van de ISS Expeditie 35. De Sojoez koppelde reeds na minder dan zes uur aan het ISS, dankzij een nieuwe vluchtprocedure bedoeld om de tijd die de bemanning in de krappe capsule moet doorbrengen in te korten. Voorheen duurde de nadering tot het ISS ongeveer twee dagen. Het was de eerste maal dat een bemande vlucht dit snelle vluchtprofiel gebruikte.
De terugkeer naar de Aarde begon op 10 september 2013 om 23:37 UTC, toen de capsule met Cassidy, Vinogradov en Misurkin aan boord werd losgekoppeld van het ISS. Ze landde op 11 september op 2:59 UTC in de steppen van Kazachstan, 152 km zuidoostelijk van Jezqazğan.

## Bemanning
De bemanning van de Sojoez TMA-08M bestaat uit:
- Pavel Vinogradov, bevelhebber ( Roskosmos, 3e ruimtevlucht)
- Aleksandr Misoerkin, vluchtingenieur 1 ( Roskosmos, 1e)
- Christopher Cassidy, vluchtingenieur 2 ( NASA, 2e)

Ze vervoegden aan boord van het ISS de bemanning van Sojoez TMA-07M: Chris Hadfield, Thomas Marshburn en Roman Romanenko, die sedert 21 december 2012 in het ruimtestation verbleef.

## Reservebemanning
De reservebemanning bestond uit:
- Oleg Kotov, bevelhebber (Roskosmos)
- Sergej Rjazanski, vluchtingenieur 1 (Roskosmos)
- Michael S. Hopkins  vluchtingenieur 2 (NASA)

TMA-1 · TMA-2 · TMA-3 · TMA-4 · TMA-5 · TMA-6 · TMA-7 · TMA-8 · TMA-9 · TMA-10 · TMA-11 · TMA-12 · TMA-13 · TMA-14 · TMA-15 · TMA-16 · TMA-17 · TMA-18 · TMA-19 · TMA-01M · TMA-20 · TMA-21 · TMA-02M · TMA-22 · TMA-03M · TMA-04M · TMA-05M · TMA-06M · TMA-07M · TMA-08M  · TMA-09M · TMA-10M · TMA-11M · TMA-12M · TMA-13M · TMA-14M · TMA-15M · TMA-16M · TMA-17M · TMA-18M · TMA-19M · TMA-20M